# Angelo, Tyran fra Padua
Angelo, Tyran fra Padua er en dansk stum dramafilm fra 1907 produceret af Nordisk Films Kompagni og instrueret af Viggo Larsen.
Filmens manuskript er baseret på Victor Hugos skuespil af samme navn fra 1835.

## Medvirkende
- Gustav Lund
- Viggo Larsen